# Laestadianismus

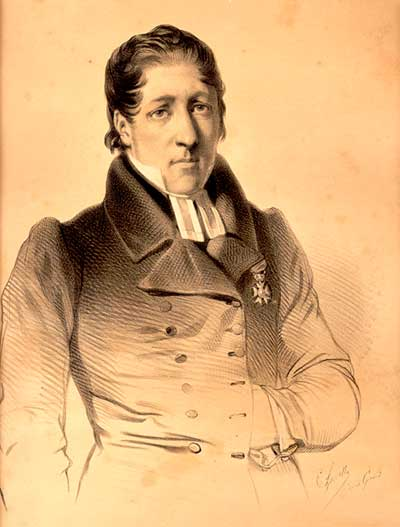
Lars Levi Laestadius (1800–1861)

Der Laestadianismus ist eine aus pietistischen und Herrnhuter Anregungen entstandene Erweckungsbewegung in den lutherischen Kirchen in Norwegen, Schweden und Finnland. Weitere größere Gemeinschaften finden sich unter anderem in den USA und Kanada, wo sie eigene Kirchen bilden. Der Schwerpunkt der Laestadianer liegt heute in Finnland.

## Geschichte
Die Bewegung wurde initiiert durch den schwedischen lutherischen Pfarrer und Botaniker Lars Levi Laestadius (1800–1861), der bei den Samen Lapplands wirkte. Seine Schriften waren, neben der Bibel und den Werken Martin Luthers, wichtige Grundlagentexte der Bewegung. Immer noch werden Texte von Laestadius in den Versammlungen der „erstgeborenen Laestadianer“ verwendet. Gegen Ende der 1990er Jahre wurde ein Heft mit 23 Predigten von Laestadius ins Deutsche übersetzt.
Aufgrund verschiedener Schismen hat sich der Laestadianismus in zahlreiche Gruppen gespalten, von denen die größten und ältesten in Finnland vertreten sind. Die „Altlaestadianer“ (schw. gammallaestadianer, finn. vanhoillislestadiolaiset) verwerfen den dritten Gebrauch des Gesetzes, während die 1906 entstandenen „Neuerweckten“ (finn. uusheränneet) an der Gültigkeit sowohl des Gesetzes als auch des Evangeliums für die Bekehrten festhalten. Daneben gibt es seit 1900 die traditionalistischen „erstgeborenen Laestadianer“ (finn. esikoislestadiolaiset). Die jüngste große laestadianische Gruppe, die 1934 abgespaltenen „Laestadianer des Wortes des Friedens“ (finn. rauhansanalaiset), stehen den Altlaestadianern am nächsten.

## Praxis und Lehre
Am bekanntesten ist die laestadianische Bewegung wahrscheinlich für die Innerlichkeit und Gefühlsbetontheit, die ihre Zusammenkünfte prägen und die sich oft in Ekstase äußern, besonders in Verbindung mit dem Abendmahl. Hier erkennt man den Einfluss der schamanischen Ekstase aus der alten samischen Ethnoreligion, der zu einem wichtigen Teil der Volksfrömmigkeit geworden ist. Kennzeichnend ist außerdem eine wörtliche Auslegung der Bibel mit deutlicher Betonung auf den Menschen als sündiges Wesen. Die Bekehrung eines Gemeindemitglieds erfolgt, indem es vor der Gemeinde seine Sünden bekennt und danach bei einem der Führer der Bewegung die Beichte ablegt. Dieser spricht dann durch Handauflegung die Vergebung der Sünden zu. Die Laestadianer sind Lutheraner mit strengen moralischen Maßstäben und gelten sowohl in moralischen als auch in kirchlichen Fragen als äußerst konservativ.
Laestadianer legen großen Wert auf einen christlichen Lebensstil. Viele von ihnen lehnen die Empfängnisverhütung ab, was häufig zu großen Familien führt. In ihren Versammlungen (schw. möte, finn. seurat) spielt die Sündenvergebung eine zentrale Rolle.

## Organisation und Statistik
Die Gemeinden werden von hauptamtlichen Pastoren (USA und Kanada) oder von Laien (Skandinavien) geleitet. Viele Pastoren der lutherischen Kirche, besonders in Finnland, gehören der Bewegung an. In Finnland sind ungefähr 150 Pastoren Laestadianer. Die Gesamtzahl der Laestadianer wird auf etwa 155.000 geschätzt, über die Hälfte davon sind Finnen.
In Deutschland, Österreich und der Schweiz gibt es einzelne laestadianische Gemeinden. In den USA haben sich gut 50 laestadianische Gemeinden als Apostolische Lutherische Kirche von Amerika zusammengeschlossen.

## Thematisierung in Kunst und Kultur
In jüngeren skandinavischen Spielfilmen, unter anderem in Pahat pojat (2003), Populärmusik aus Vittula (2004), Die Rebellion von Kautokeino (2008) und Kielletty hedelmä (2009), werden die normgeprägten laestadianische Gemeinschaften als Gegenbild zur stark individualisierten Mehrheitsgesellschaft porträtiert. Vor diesem Kontrast werden, ganz im Sinne von Gramscis Hegemoniekonzept, mehrheitsgesellschaftliche Ideen und Verhaltensweisen als normal und unproblematisch dargestellt.